# Onthophagus hirtellus
Onthophagus hirtellus là một loài bọ cánh cứng trong họ Bọ hung (Scarabaeidae).